# Pietro III (vescovo di Novara)
Pietro, detto il Prudente, (Pavia, ... – Novara, febbraio 1032) fu vescovo di Novara dal 993 alla morte.

## Biografia
Pietro era nato a Pavia, figlio di Leone detto Teuzo (che si indicava "vivente secondo la legge longobarda") ed era fratello di Gisolfo, giudice del Sacro Palazzo di Pavia.
Eletto vescovo di Novara nel 993, fu personaggio influente vicino alle corti imperiali di Enrico II e Corrado II, sovrani dai quali ottenne, nel 1014 e nel 1025, importanti concessioni territoriali a favore della Chiesa novarese.
Nel 1015 tenne un sinodo diocesano nella cattedrale di Novara. Morì a Novara nel febbraio del 1032.
Nella documentazione della cattedrale di Novara è indicato con inchiostro rosso, il che era segno dell'importanza del personaggio nella diocesi.